# Чірадіп Мукерджа
Чірадіп Мукерджа (нар. 14 серпня 1953) — колишній індійський тенісист.
Найвищим досягненням на турнірах Великого шолома було 2 коло в одиночному розряді.

## Фінали Гран-прі за кар'єру

### Парний розряд: 1 (0–1)
| Результат | W-L | Дата     | Турнір           | Покриття | Партнер     | Суперники                | Рахунок  |
| --------- | --- | -------- | ---------------- | -------- | ----------- | ------------------------ | -------- |
| Поразка   | 0–1 | Лис 1976 | Бенгалуру, Індія | Ґрунт    | Бгану Нунна | Боб Кармайкл Рей Раффелз | 2–6, 6–7 |